# Расам
Расам (хинди रस्सम, канн. చారు) — в индийской кухне овощной суп.
Суп расам (название, принятое у тамилов), имеющий также другие региональные названия (чаару у телугу, саару у каннара, тулу), наиболее популярен в Южной Индии. В тамильском языке слово расам (там. இரசம்) обозначает сок. Основными компонентами при его приготовлении являются сок тамаринда или томатный, собственно помидоры, стручки перца чили или чёрный перец, а также некоторые другие ингредиенты. В большинстве случаев также добавляется чечевица.
Расам принято подавать отдельным блюдом или же с отварным рисом. Во время традиционного индийского обеда расам подаётся после самбара и перед рисовым блюдом тхаир-садам. От самбара отличается бо́льшим количеством жидкости. Тамариндовый суп расам имеет более кисловатый вкус.
Существует большое количество разновидностей этого супа. Наиболее часто встречаются томатный расам, лимонный расам, мерияла расам (перечный), ананасовый расам, имбирный расам, чесночный расам.